# 乡巴佬
鄉巴佬，也称土包子，日常生活俗语之一，指见世面少、无知、老土或过时土气之人。此稱本來是指居住於鄉村之人，以區別居於都市居民。由於世居農村者大部份時間都只在附近地區活動，所見所聞通常局限，見識往往不如城市人，導致後來「鄉下人」一詞就有了貶義。此词可用于批评别人，也可用于自嘲。

## 各地

### 中国大陆

#### 東北
在中国东北地区，乡下人亦常被称为“老倒子（Lǎo dǎo zi）”。“老倒子”一词是20世纪70年代中国东北地区的上山下乡知识青年对农村人的一种俗称，这个称谓不但包含歧视和侮辱的意思，还带有非常强烈地调侃意味。

#### 广东及香港
不同地區對「鄉下人」的定義有所差異，如廣東人稱鄉下人為「大鄉里」（「鄉里」本來是同鄉的意思），如「大鄉里出城」是指沒見過世面的人看見自己未見過的事物就覺得大開眼界。

#### 上海
上海人口中的“阿乡”或者“巴子”，本身并非地域歧视的意思，而是指举止不文明，综合素质较低，与现代都市格格不入的人。然而却被不少不了解上海人和上海文化的人误解，由此导致了上海人遭到中国大陆其他地区部分民众的负面观感。一般，上海人评价某个人“乡下人”与否，主要指的“讲不讲卫生”、“是否懂规矩”或者“是否开眼界”等等素质差异。实际上，一个上海人如果遇到另一个上海人举止不文明、言行冒失，也会说“乡下人”。

### 臺灣
此類人稱為「鄉巴佬」或「樁腳俗」，表示沒有到過中華民國政府首都台北市，一切都很無知。